# Дубровский сельсовет (Добрушский район)
Дубровский сельсовет (белор. Дубраўскі сельсавет) — упразднённая административная единица на территории Добрушского района Гомельской области Республики Беларусь.

## История
16 декабря 2009 года Дубровский сельсовет упразднён, его населённые пункты Дубровка, Дмитриевка, Красная Буда и Лукьяновка включены в состав Усохо-Будского сельсовета.

## Состав
Дубровский сельсовет включал 4 населённых пункта:
- Дмитриевка — посёлок
- Дубровка — деревня
- Красная Буда — деревня
- Лукьяновка — деревня